# Municipio de Eldred (condado de Lycoming)
El municipio de Eldred  (en inglés: Eldred Township) es un municipio ubicado en el condado de Lycoming en el estado estadounidense de Pensilvania. En el año 2000 tenía una población de 2.178 habitantes y una densidad poblacional de 58.7 personas por km².

## Geografía
El municipio de Eldred se encuentra ubicado en las coordenadas 41°19′27″N 76°57′47″O / 41.32417, -76.96306.

## Demografía
Según la Oficina del Censo en 2000 los ingresos medios por hogar en la localidad eran de $46,780 y los ingresos medios por familia eran $49,208. Los hombres tenían unos ingresos medios de $36,111 frente a los $21,949 para las mujeres. La renta per cápita para la localidad era de $19,426. Alrededor del 5,1% de la población estaban por debajo del umbral de pobreza.